# Jeff Bergman
Jeffrey Allen "Jeff" Bergman (sinh ngày 7 tháng 10 năm 1960) là một diễn viên.
Ông sinh ra tại Philadelphia, Pennsylvania vào năm 1960.